# Хаміта Єргалієва
Хамі́та Єргалі́єва (каз. Хамит Ерғалиев) — село у складі Ісатайського району Атирауської області Казахстану. Адміністративний центр Камискалинського сільського округу.
У радянські часи село називалося Новобогатинське.
Населення — 3719 осіб (2021; 3451 у 2009, 3347 у 1999, 2872 у 1989).